# Orcines
Orcines ist eine französische Gemeinde im Département Puy-de-Dôme in der Region Auvergne-Rhône-Alpes im Arrondissement Clermont-Ferrand. Sie gehört bis Ende 2014 zum Kanton Royt und ist ab 1. März 2015 der Hauptort (chef-lieu) des Kantons Orcines. Die Gemeinde hat 3584 Einwohner (Stand: 1. Januar 2022).

## Geographie
Orcines liegt am Puy de Dômes, an der Chaîne des Puys, einer Kette von mehreren vulkanischen Erhebungen im Zentralmassiv mit Bergen um 1200 und 1460 Metern. Umgeben wird Orcines von den Nachbargemeinden Chanat-la-Mouteyre im Norden, Durtol im Nordosten, Chamalières und Clermont-Ferrand im Osten, Royat im Südosten, Saint-Genès-Champanelle im Süden, Mazaye im Westen und Saint-Ours im Nordwesten.

## Geschichte
In der Gemeinde finden sich Reste eines Merkurtempels (daher der doppelt gewundene Schlangenstab) aus der gallorömischen Zeit, die "Grottes de Cliersou" und die "Grottes du Petit Suchet".

## Bevölkerungsentwicklung
| Jahr                       | 1921 | 1936 | 1946 | 1962 | 1968 | 1975 | 1982 | 1990 | 1999 | 2006 | 2011 |
| Einwohner                  | 1368 | 1370 | 1304 | 1569 | 1814 | 2104 | 2516 | 2873 | 3067 | 3255 | 3282 |
| Quellen: Cassini und INSEE |      |      |      |      |      |      |      |      |      |      |      |

## Sport
Im Jahr 2025 soll die Tour de France auf der 10. Etappe durch die Gemeinde Orcines führen. Auf der D491 soll mit der Côte de la Baraque (788 m) eine Bergwertung der 2. Kategorie abgenommen werden. Insgesamt weist der Anstieg auf einer Länge von 4,8 Kilometern eine durchschnittliche Steigung von 7,4 % auf.

## Sehenswürdigkeiten
- romanische Kirche Saint-Julien aus dem 14. Jahrhundert, seit 1913 Monument historique
- Schloss Sarcenat

|  |  |

## Persönlichkeiten
- Pierre Teilhard de Chardin (1881–1955), Jesuit und Anthropologe